# Elías Muñoz
Elías Muñoz García (* 3. November 1941 in Palo Verde) ist ein ehemaliger mexikanischer Fußballspieler auf der Position des Stürmers, der meistens als Rechtsaußen agierte.

## Leben

### Verein
Sein Debüt in der mexikanischen Primera División gab Muñoz beim Club Universidad Nacional. Am 3. Dezember 1966 trug Muñoz mit zwei Treffern zum bis dahin und auch danach für lange Zeit höchsten Sieg des sportlichen Newcomers Club Universidad Nacional gegen den etablierten Stadtrivalen Club America bei, der mit 4:1 bezwungen werden konnte. Es war übrigens für mehr als 20 Jahre der höchste Sieg der Pumas gegen die Cremas; einem der seit Jahrzehnten bedeutendsten Fußballderbys in Mexiko. Erst am 13. Januar 1991 gab es mit 5:2 erstmals wieder einen Sieg mit drei Toren Unterschied. Nach seiner großen Zeit bei den Pumas spielte Muñoz noch beim CD Zacatepec und anschließend beim CF Torreón.

### Nationalmannschaft
Sein Debüt im Dress der mexikanischen Nationalmannschaft feierte Muñoz am 24. April 1966 in einem Spiel gegen Paraguay, das mit 7:0 gewonnen wurde. 
Sein letztes Länderspiel fand am 29. September 1968 gegen Äthiopien (3:0) statt.
Höhepunkt seiner Länderspielkarriere war die Teilnahme an der Fußball-Weltmeisterschaft 1966, bei der er zum mexikanischen WM-Aufgebot gehörte, aber nicht zum Einsatz kam.